# V Kalužích
V Kalužích je zrušená přírodní rezervace ve správním území obce Pustá Polom v okrese Opava v Moravskoslezském kraji. Nacházela se severně od Pusté Polomi. Předmětem ochrany byla mokřadní louka.

## Historie
Chráněné území vyhlásil Okresní národní výbor Opava s účinností od 1. ledna 1988. Rezervace byla zrušena nařízením Moravskoslezského kraje dne 30. listopadu 2005.

## Přírodní poměry
Přírodní rezervace s rozlohou 19,44 hektaru ležela v katastrálním území Pustá Polom v nadmořské výšce 428–439 metrů, severně od silnice z Pusté Polomi do Budišovic. Geologické podloží území tvoří horniny hradecko-kyjovického souvrství moravskoslezského kulmu, překryté hlinitopísčitými sedimenty. V geomorfologickém členění je součástí Nízkého Jeseníku, jehož povrch zde tvoří holorovinu zvlněnou mělkými periglaciálními úpady. Z půdních typů se na lokalitě vyvinuly pseudogleje a podzolové pseudogleje.
Historicky obhospodařované území bylo po zamokření ponecháno samovolnému šíření lesních dřevin a v sušších místech byly vysázeny smrkové a borové porosty. Dominantním druhem byla borovice lesní (Pinus sylvestris), ale místy se zachovaly fragmenty podmáčených bezkolencových doubrav a podmáčených dubových bučin. Pro ně byl charakteristický zapojený drn ostřice třeslicovité (Carex brizoides), zatímco pro bezkolencové doubravy byl typický výskyt bezkolence rákosovitého (Molinia arundinacea) a sedmikvítku evropského (Trientalis europaea). Místy rostou další druhy stromů, jako je olše lepkavá (Alnus glutinosa), bříza bělokorá (Betula pendula), hojný dub letní (Quercus robur), objevoval se také smrk ztepilý (Picea abies) a jedle bělokorá (Abies alba). V keřovém patru rostla krušina olšová (Frangula alnus). Z ohrožených druhů živočichů byl na území rezervace ojediněle pozorován motýl batolec červený (Apatura ilia).